# Amphipoea rufa
Amphipoea rufa là một loài bướm đêm trong họ Noctuidae.